# 盛岡市立月が丘小学校
盛岡市立月が丘小学校（もりおかしりつ つきがおかしょうがっこう）は、岩手県滝沢市穴口にある市立小学校。

## 概要
1977年（昭和52年）に開校した。
所在地は滝沢市であるが盛岡市が管轄する盛岡市立の小学校である。校名の「月が丘」は、校地に隣接する盛岡市内の地名に由来する。学区は盛岡市内の地区のほかに所在地の滝沢市穴口の一部も含まれる。校地は諸葛川と小諸葛川に挟まれている。

## 沿革
出典
- 1977年（昭和52年）
  - 4月 - 創立開校。開校時点では、1学年から4学年のみ。学校完全給食実施。
  - 8月 - プール新設落成し、使用開始。
- 1978年（昭和53年）
  - 2月 - 学校保健委員会設立。
  - 3月 - 体育館新築落成。第二期工事管理棟・校舎新設落成。
  - 10月 - 校庭の整地及び遊具の設置。
- 1979年（昭和54年）
  - 6月 - 勤労体験学習の場としての「ポラン農園」設置。
  - 8月 - バックネット新設落成。
- 1980年（昭和55年）3月 - 校歌制定（作詞:渡邉正治、作曲:加藤学）。
- 1981年（昭和56年）3月 - 特別教室増築工事完成（図工室、家庭科室、音楽室）。
- 1987年（昭和61年）6月 - 児童用足洗場新設。
- 1989年（平成元年）9月 - 盛岡市制百周年記念学校行事開催。防風、防球ネット新設。
- 1992年（平成4年）5月 - 青少年赤十字（JRC）に加盟登録。
- 1993年（平成5年）6月 - 築山の土盛り造成。
- 1994年（平成6年）
  - 5月 - グリーン広場整備開始。
  - 10月 - 創立20周年事業の一つとして第1回月小PTAバザー開催。
  - 12月 - 東校舎非常階段設置工事完了。
- 1996年（平成8年）11月 - 創立20周年記念式典挙行し、祝賀会開催。
- 2001年（平成13年）6月 - インターネット利用開始。
- 2002年（平成14年）2月 - コンピュータ教室完成。
- 2003年（平成15年）9月 - 第2校舎外壁改修工事。

## 通学区域
- 盛岡市[2][3][4]
  - 西青山二丁目（22番〜33番）
  - 西青山三丁目
  - 月が丘二丁目
  - 月が丘三丁目（1番〜27番）
- 滝沢市
  - 穴口の一部[5]

## 進学先中学校
- 盛岡市立厨川中学校 - 西青山地区から通う児童の主な進学先[4]
- 盛岡市立北陵中学校 - 月が丘地区から通う児童の主な進学先[3]
- なお、滝沢市穴口地区から滝沢市立滝沢南中学校への通学は、2019年（平成31年）4月の滝沢市立滝沢中央小学校開校による盛岡市からの教育委託終了により、入学受付を終了した[6]。

## 交通
- JR・IGR盛岡駅より岩手県交通｢227｣で、｢かつらぎ団地｣バス停下車。徒歩3分。

## 関係者

### 出身者
- 佐々木収（ミュージシャン）